# Secret of Mana
Secret of Mana (Japanska: 聖剣伝説2 Seiken Densetsu 2, "Heliga Svärdets Legend") är ett TV-spel till Super Nintendo, ett action-RPG producerat och publicerat av Squaresoft. På sin samtid introducerade spelet den sällan skådade möjligheten i RPG:n för flera spelare att spela samtidigt i ett så kallat co-op-läge. Denna möjlighet låstes dock upp först när man hade fått den andra karaktären, en bit in i spelet. Spelets strider utspelade sig även i real-tid, vilket även det var ovanligt för genren under tiden.

## Teknik
Secret of Mana var ett av de få spelen som använde en högupplöst 512x224 pixlars grafik med en färgrik färgskala vilket bl.a. tillät karaktärerna att se ut som en del av omgivningen. Spelet använde sig även av Mode 7-teknologin, som gav illusionen av en 3D-effekt när man flög över världskartan.  Eftersom den engelska versionen av spelet använde sig av ett teckensnitt med statisk storlek var man tvungen att reducera dialogerna och andra texter i spelet till det mest grundläggande.

## Handling
Redan i inledningen drar huvudkaraktären loss Mana svärdet ur den sten den suttit fast i. Detta får följden att monster släpps lös i världen. Man måste nu åter inrätta balansen inom Mana, som rubbades när man drog ur svärdet. När man kommer till byn där man bor möter man den första bossen, träffar Jema som blir en betydande person senare i spelet. Efter att ha blivit utslängd av byborna söker man sig till Vattenpalatset. Där får man veta att det finns ytterligare sju palats i världen, och vart och ett av dem innehåller ett Mana Frö. Man blir ålagd att besöka alla palatsen. 
Two player mode låses först upp efter att man besegrat Tropicallo i dvärgabyn. Three player mode låses först upp i skogen, ibland senare.
De två följeslagarna kan husa med magi, och tillsammans ger man sig av för att rädda världen från det ondskefulla imperiet. saker som att springa omkring från årstid till årstid, åka sandskepp, infiltrera imperiet, besöka platser som består av ingenting leder så småningom fram till det stora slaget på den sjunkna kontinenten. Men innan dess ska man tränas av Sage Joch. 
I mitten av spelet får man möjlighet att flyga drake vilket tar en snabbt från den ena kontinenten till den andra. 
Man besöker Mana trädet för att återinställa Mana svärdets kraft. Man slåss mot Mana fortet, och tvingas möta Mana-besten.

## Lansering
Secret of Mana lanserades i Sverige den 24 november 1994, till en kostnad av 749 kronor.

## Mottagande och utmärkelser
| Mottagande      | Mottagande      |
| Recensionsbetyg | Recensionsbetyg |
| Publikation     | Betyg           |
| --------------- | --------------- |
| Club Nintendo   | Positiv         |
| Super Power     | 96/100          |

I föregångaren till Super Play, kallad Super Power, recenserade Tobias Bjarneby Secret of Mana, där han gav spelet betyget 96 av 100 och han skrev att "[s]tämningen i spelet är speciell och jag hade nära till tårarna när jag till sist stod framför det enorma Mana-trädet. Att man dessutom kan spela tre personer samtidigt gör Secret of Mana ännu bättre [...]." Fredrik Ahlberg från Club Nintendo gav Secret of Mana höga betyg i deras "powermeter", som var ett betyg inom olika kategorier som sträckte sig till ett maximumvärde av 5:
- Grafik och ljud: 4,3
- Spelkontroll: 4,4
- Utmaning: 4,6
- Underhållning: 4,5